# Dilasag
Disalag (en tagalo, Bayan ng Disalag) es un municipio filipino de tercera categoría, situado en la isla de Luzón. Según el censo de 2020, tiene una población de 17,102 habitantes.
Forma parte de la provincia de Aurora, situada en la Región Administrativa de Luzón Central, también denominada Región III.

## Geografía
El municipio está situado en el norte de la provincia, a unos 100 kilómetros al noreste de Baler, la capital provincial. Su término linda al norte con el municipio de Dinapigue, en la provincia de Isabela de Luzón; al sur con el de Casigurán; al oeste con el municipio de Maddela, en la provincia de Quirino; y al este con el mar de Filipinas.
Tiene una superficie de 319.56 km².

### Barangays
El municipio de Dilasag se divide, a los efectos administrativos, en 11 barangayes o barrios, conforme a la siguiente relación:
| - Diagyan - Dicabasan - Dilaguidi | - Dimaseset - Diniog - Lawang | - Maligaya (Población) - Manggitahan | - Masagana (Población) - Ura - Esperanza |  |

## Historia
En 1959 los barrios de Mangetahan, Dimamisit, Dilasag y Esperanza, pertenecientes al municipio de Casigurán, forman el término municipal de Dilasag.